# Milliem
Een milliem is 1/1000 van een munteenheid, zoals cent/centiem 1/100 is.
De meeste milliemen zijn afgeschaft door geldontwaarding.
Voorbeelden hiervan zijn:
- Uruguay: 19de eeuw: 1 Peso = 100 Centesimos = 1000 Milesimos
- Egypte: 1 Egyptisch Pond = 100 Piasters = 1000 Milliemes